# Reyhaneh Ahangaran
Reyhaneh Ahangaran, född 25 april 1980, är en svensk-finsk-iransk psykolog och författare. Hon har bland annat verkat inom barn- och ungdomspsykiatri och författat ett antal guideböcker för unga om känslor och relationer. Ahangaran har även verkat som sexualupplysare.

## Biografi
Ahangaran har rötter från Finland (mamma) och Iran (pappa). Hennes far flyttade till Sverige för att kunna studera, medan hennes farbror några år senare fick lov att fly från Iran till Sverige. Hon är utbildad psykolog med inriktning mot KBT, och hon läste ämnet vid Stockholms universitet. Sedan 2009 har hon arbetat inom yrket, bland annat inom barn- och ungdomspsykiatrin, på skola och inom barnsjukvård. Hon har även verkat som sexualupplysare på RFSU.
Hon har också arbetat som skolpsykolog och är sedan 2022 anställd på Enheten för medicinsk psykologi vid Karolinska universitetssjukhuset i Solna. Där har hon en deltidstjänst, parallellt med hennes verksamhet som föreläsare, författare och olika uppdrag som konsult.
2019 inledde Ahangaran sitt författarskap via boken Allt som händer inuti. Boken om tankar och känslor riktade sig till 9- till 12-åringar. Senare har kommit ytterligare ett antal böcker i liknande ämnen, omkring känslor, svåra frågor, kompisrelationer och oro. Många av böckerna har illustrationer av Annika Lundholm Moberg. De flesta av böckerna vänder sig direkt till barn, men 2023 kom Prata känslor med barn som hade föräldrar och lärare som huvudsakliga målgrupp.
Ahangaran har tidigare medverkat som sexualupplysare i Utbildningsradions programserier 100 frågor om sex, Ramp och P3-programmet Hångla. Hon har även svarat på frågor om relationer och sex på Expressens sex- och kärlekssajt och i ungdomstidningen Chili samt skrivit artiklar för andra tidningar. Hon har gjort två podcastserier för Storytel – Våga fråga samt Saker som skaver – där barn och unga kan ställa frågor om kroppen och känslor. Hon är återkommande inbjuden att förklara frågor runt barn- och ungdomspsykologi i olika TV-program.
Ahangaran har deltagit på Bokmässan alla år mellan 2019 och 2024.